# 锦绣川水库
锦绣川水库是中国山东省济南市历城区仲宫镇境内的一座水库，位于玉符河支流锦绣川上游。

## 历史
锦绣川水库位于历城区仲宫镇黄钱峪庄南锦绣川的峡谷处。控制流域面积166平方公里， 水库安全防洪标准为100年一遇，防洪水位251.38米。总库容4150万立方米， 兴利库容2892万立方米，死库容108万立方米。水库大坝为浆砌石重力坝，坝长378米， 最大坝高41.17米，坝顶高程252.8米。溢洪道在坝中间，为曲线溢流埝，上有10孔公路桥，每孔净宽10.8米，净高4米，无闸控制。埝顶高程248米，相应允许最高水位251.38米， 最大泄量为1185立方米/秒。坝两端建有南、北两个放水洞。南洞(左岸) 为内径0.5米的钢管，设计放水流量1立方米/秒。北洞(右岸)为内径1.05米的钢筋砼管，设计放水流量6立方米/秒。并建有水电站一座，装机2台共400千瓦。
水库于1966年10月由历城县水利局设计，锦绣川水库工程指挥部负责施工。工地日出勤人数最多达1.3万人。灌区设计灌溉面积2700公顷，有效灌溉面积2700公顷，于1967年3月开始施工，1970年11月基本竣工。随后逐年建设配套工程，截至1985年建成较完整的灌溉系统，有干、支渠11条，总长32公里；斗、农渠306条，总长236公里。整个灌渠经过30个山头，100多条山涧，开凿隧洞10个，修建渡槽12处，建泄水闸8座，节制闸1座，提水站9座。
水库建成后，效益显著。1971年20年一遇的洪水，削减洪峰37％。水电站自1972年开始发电，截至1985年底，累计发电226.56万千瓦时，收电费12.07万元。灌区自1971年春开始浇地，基本上保证灌溉用水并解决了附近山区人畜饮水困难。粮食产量大幅度增长，1985年每公顷产3922.5公斤，比开灌前翻了一番。